# Betty Balfour

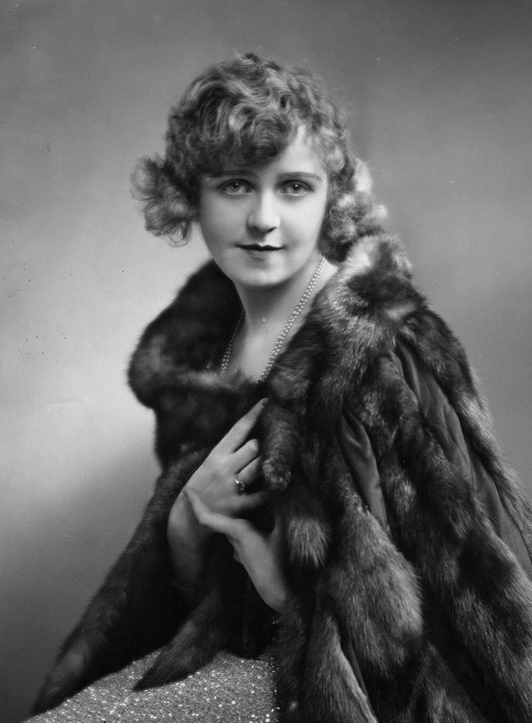
Betty Balfour

Betty Balfour (* 27. März 1903 in London; † 4. November 1977 in Weybridge, Surrey) war eine britische Schauspielerin. Sie galt als „Britain's Queen of Happiness“ bzw. die „britische Mary Pickford“.
Betty Balfour hatte ihr Bühnendebüt bereits 1913. Im Theater wurde sie von T. A. Welsh und George Pearson entdeckt und für eine erste Filmrolle 1920 engagiert. Sie wurde mit Komödien um die Filmfigur „Squibs“ eine beliebte Darstellerin der 1920er Jahre in Großbritannien und trat in mehreren George-Pearson-Filmen auf, dabei auch in ernsten Rollen in Love, Life and Laughter (1923) und dem patriotischen Streifen Reveille (1924). 1926 trennte sie sich von der Produktionsfirma Welsh-Pearson, nachdem sie ein Heiratsangebot von George Pearson abgelehnt hatte. Gemeinsam mit Ivor Novello war sie die einzige britische Filmschauspielerin, die in den 1920er Jahren auch international renommiert war. In Europa trat sie in der zweiten Hälfte der 20er Jahre auch in deutschen und französischen Filmen (unter Marcel L’Herbier und Louis Mercanton) auf. In Großbritannien übernahm sie 1928 die Hauptrolle in Alfred Hitchcocks Champagne.
Ihr erster Tonfilm war The Brat (1930) von Louis Mercanton; sie konnte jedoch nicht mehr ihre Popularität der Stummfilmzeit erreichen und spielte nur in wenigen und kleinen Rollen bis in die 1940er.
Nach einem Suizidversuch 1952 wegen eines erfolglosen Bühnencomebacks lebte sie den Rest ihres Lebens zurückgezogen.

## Filmografie (Auswahl)
- 1921: Mary Find the Gold
- 1923: Love, Life and Laughter
- 1926: Das Kammerkätzchen (La petite bonne du Palace)
- 1928: Champagne
- 1928: Eva im Paradies (Paradise)
- 1928: Die Regimentstochter
- 1929: Champagner
- 1930: The Nipper
- 1934: Evergreen
- 1935: Squibs
- 1935: Brown on Resolution